# 基因靶向
基因靶向又称基因打靶，是一种利用同源重组方法改变生物体某一内源基因的遗传学技术。这一技术可以用于删除某一基因、去除外显子或导入点突变，从而可以对此基因的功能进行研究。基因標的的效果可以是持续的，也可以是条件化的。例如，条件可以是生物体发育或整个生命过程中的一个特定时刻，或将效应限制在某一特定组织中。基因標的的优点在于可以应用于任何基因，无需考虑其大小和转录活性。

## 历史
基因標的技术是从20世纪80年代发展起来的，是建立在对同源重组不断了解的基础之上。首先是以酵母这种较为简单的真核模式生物为基础，来对相关技术进行研究。随着外源DNA导入酵母细胞方法的建立、标记基因有效选择的利用、同源重组转化子筛选系统的建立、载体同源序列DNA（靶标）双链断裂提高同源重组效率的利用，使得基因打靶技术逐渐成熟起来。而对于哺乳动物细胞，由于其基因组比酵母细胞要大且复杂，基因打靶的成功率很低。因此要将基因打靶技术应用于哺乳动物，还需要新的策略。1989年，利用胚胎干细胞，美国科学家马里奥·卡佩奇和奥利弗·史密斯与英国科学家马丁·埃文斯，将基因打靶技术成功地应用于小鼠；他们也因此获得了2007年诺贝尔生理学与医学奖。

## 原理和方法
将外源DNA导入標靶细胞后，利用基因重组，将外源DNA与標靶细胞内染色体上同源DNA间进行重组，从而将外源DNA定点整合入標靶细胞基因组上某一确定的位点。
对于不同的生物体，所使用的基因打靶的方法也不用。对于小鼠来说，大致的流程如下：
1. 从小鼠胚胎上提取干细胞；
2. 同时，构建標靶载体，標靶载体中含有与靶基因同源的DNA片段；
3. 将標靶载体转染到干细胞中；
4. 将筛选后获得的含有靶载体的干细胞进行扩增；
5. 将含有靶载体的干细胞注入小鼠胚胎；
6. 胚胎发育为嵌合體小鼠（部分器官为该改造后的干细胞发育而成）后，通过选择性培育（将嵌合體小鼠与正常小鼠交配，在下一代中进行筛选），获得基因剔除小鼠（全部器官为该改造后的干细胞发育而成）。

修改后的方法还可用于其他哺乳动物，如牛、羊、猪等。
基因標的技术还被用于一些植物，特别是小立碗藓的研究。